# Tokugawa Yoshimune
En aquest nom japonès, el cognom és Tokugawa.

Tokugawa Yoshimune (徳川 吉宗, Tokugawa Yoshimune, 27 de novembre del 1684 - 12 de juny del 1751) va ser el vuitè shogun del shogunat Tokugawa del Japó. Era el fill de Tokugawa Mitsusada i el net de Tokugawa Yorinobu.
El 1697 va canviar el seu nom a Shinnosuke i va ser assignat com a daimyō de Kii el 1705, on va canviar el seu nom a Yorikata i va intentar mantenir el han tot i que hi havia un gran dèficit pressupostari. Amb la mort prematura (sense deixar descendència) de Ietsugu el 1716, el shogunat va seleccionar entre els branques del clan, a Yorikata que tenia un llinatge més directe amb Ieyasu, així va ser escollit shōgun i va canviar el seu nom a Yoshimune.
Yoshimune va ser un dels shōguns més poderosos i capaços dels quinze que va haver en el shogunta Tokugawa, va rebutjar els luxes dels seus antecessors i vivia d'una manera humil i va estar en contacte amb els plebeus, trencant així amb el protocol del confinament en el castell Edo. Va establir el Gosankyō (御三卿), amb el propòsit d'augmentar el llinatge del Gosanke, agregant tres branques addicionals al clan.
Va realitzar una reforma econòmica en contra del seu consell, el confusionista Arai Hakuseki, a través de les reformes Kyōhō des de 1716 fins al 1736 i on es va poder flexibilitzar en cert grau el bloc de llibres importats d'Occident, amb l'excusa d'obtenir la solvència econòmica. Va escriure una compilació de precedents legals i va donar suport a l'estudi científic. El 1745 va abdicar a favor del seu fill Ieshige i va agafar el títol d'Ōgosho, el mateix que va agafar Ieyasu quan va abdicar.